# 欧陆风云 (桌游)
欧陆风云是由Philippe Thibaut创建并由Azure Wish Enterprise于1993年4月27日发布的桌游。 这是一款地缘政治战略游戏，玩家在1492年至1792年期间扮演欧洲的强国进行竞争。2000年，Paradox Interactive发布了其计算机版本，也是该系列四款游戏中的第一款。

## 描述
根据游戏的官方玩法，这款桌游游戏时长可达6小时，但最长可能持续数周；Board Game Geek估计玩家时间为15天。 游戏使用大约1000个标记，以及两张56 cm × 86 cm（22英寸 × 34英寸）的地图：一张是欧洲地图，另一张是世界其他地区的地图。英文规则书长达72页。

### 游戏玩法
玩家在经济、军事、维护、发现和殖民投资方面拥有极高自由度。而其缺点则是在游戏过程中需要进行大量的计算和管理，包括计算收入、价格变动、维护和购买军事资源。

## 扩展和变体
第一个官方扩展引入了关于堡垒和传教士的新规则以及一套新的目标。 第二个扩展在互联网上广泛传播。其引入了另一套规则，例如宫殿、具有预定义特征的历史君主和更快的战斗系统，可以将一场战斗的时间缩短至十分之一以下。此外该扩展还引入了许多新的小国家和计数器。不过该扩展并未由官方正式出版。
此外还流传有两个变体：Risto Marjomaa的事件重写以及Pierre Borgnat、Bertrand Asseray、Jean-Yves Moyen和Jean-Christophe Dubacq创造的Europa8版本，后者引入了两个新玩家，修订后的计数器和地图，目前尚未完成。两个变体都可以通过下载或向作者询问免费获得。其邮件列表十分欢迎各种对规则的建议和意见。

## 评论
- Casus Belli#79[6]